# Hedypnois
Hedypnois là một chi thực vật có hoa trong họ Cúc (Asteraceae).

## Loài
Chi Hedypnois gồm các loài: